# جاده تبهکاران
جاده تبهکاران فیلمی به کارگردانی و نویسندگی محمد زرین دست محصول سال ۱۳۴۷ است.

## خلاصه داستان
پسری از همکاری با پدر تبهکارش خودداری می‌کند. پدر و همدستانش به خشونت متوسل می‌شوند، اتومبیل او را می‌ربایند، و پسر با همکاری پلیس آن‌ها را گرفتار می‌کند.

## بازیگران
- پوری بنایی
- محمد زرین دست
- منصور سپهرنیا
- عباس مغفوریان
- آنوشاوان هاروتیونیان
- عزت‌الله وثوق
- یدالله محمدی‌نژاد
- هوشنگ اوج
- مژگان
- فرنگیس
- لیلا فروهر
- ایران قادری